# Dog salon Star sea
Dog salon Star sea（ドッグサロンスターシー）は静岡県富士市で株式会社アドアニモが運営しているトリミングサロンである。Star seaの由来は取締役兼トリマーの山本星海の名前を英語にしたものである。

## 概要
2018年に大阪の有名トリミングサロン出身の山本星海が設立・運営ぬいぐるみのようなシャンプー・カット、月に1度変わるフォトセットでの犬の撮影、ドッグフードの販売などを行っている。Instagramのフォロワー数は1.5万人である。
2020年に、愛犬家に質の良いドッグフードを広めたいという思いから、ドッグフードに関する情報をメインとしたWEBメディア「ドッグフードベストわん」を開設・運営する。これまでに140種類以上のドッグフードを実際に購入し、調査を行っている。
2024年に株式会社アドアニモと事業統合。山本星海は取締役に就任し、引き続きDog salon Star seaの運営を行っている。

## 沿革
- 2018年7月ーDog salon Star seaを静岡県富士宮市で開業
- 2020年5月ー愛犬家のためにドッグフードを中心としたWEBメディア「ドッグフードベストわん」を運営
- 2024年11月ー株式会社アドアニモと事業統合